# G-P
G-P (Guam-Philippines Fiber Optic Submarine Cable System、グアム-フィリピン 光ファイバー海底ケーブルシステム) はグアムとフィリピンを北太平洋を通して結ぶ海底通信ケーブルシステム。
上陸地点は以下の通り
- フィリピン、バタンガス州、バタンガス市、バタンガス湾
- グアム、デデド、タンギッソンポイント

20Gbit/sの設計伝送容量（開始当初は5Gbit/s）を持ち、総ケーブル長は3,600kmである。1999年3月に運転を開始した。

## 情報源
- “http://www.fcc.gov/Bureaus/International/Orders/1998/da982550.txt”. 2006年2月17日閲覧。

1. ↑  G-P Greg's cable map